# Llandogo
Llandogo (in lingua gallese: Llaneuddogwy; 0,338 km², 550 ab. circa) è un villaggio del Galles sud-orientale, facente parte della contea del Monmouthshire (contea cerimoniale: Gwent) e situato lungo il corso del fiume Wye.

## Etimologia
Il villaggio deve il proprio nome a quello di un santo, San Oudoceus, chiamato in gallese Euddogwy e a cui è dedicata una chiesa in loco.

## Geografia fisica

### Collocazione
Llandogo si trova a sud-ovest della Foresta di Dean, nei dintorni delle località di Brockweir (villaggio inglese situato lungo la sponda opposta del fiume Wye) e Tintern, a circa 7 miglia a nord di Chepstow.

## Società

### Evoluzione demografica
Al censimento del 2001, Llandogo contava una popolazione pari a 547 abitanti.

## Storia
Del villaggio si hanno notizie sin dall'epoca medievale, come dimostra la costruzione di una chiesa in loco dedicata a San Oudoceus, vescovo di Llandaff. Attorno alla chiesa si sviluppò probabilmente il primo nucleo abitativo del villaggio.

## Architettura
L'architettura del villaggio si presenta come un mix tra edifici in stile moderno e cottage storici.

### Edifici e luoghi d'interesse
- Chiesa di San Oudoceus[2][6]